# Santuario de la Virgen de Arcos
El santuario de Nuestra Señora de Arcos, localizado en lo alto de un promontorio de la sierra de Arcos, en el término municipal de Albalate del Arzobispo, en la comarca del Bajo Martín, en la provincia de Teruel, es un complejo de edificios de carácter religioso y social. El complejo de edificios que componen el santuario está declarado Bien de Interés Cultural desde el 12 de julio de 1983, cuando el Boletín Oficial del Estado publica su declaración como tal, con el código de idendificación: RI-51-0004888. Más tarde, en 1997 el Gobierno de Aragón llevó a cabo una intervención para su restauración.

## Descripción
Una de las características más importantes de esta construcción es su forma de combinarse con el paisaje en el que se halla ubicado.
El santuario es un complejo de edificaciones entre las que destacan:.
- la iglesia,
- la hospedería, situada en la parte sur,[3] de planta alargada y unas dimensiones en las que destaca su poca anchura pese a contar con tres alturas,[2] y
- los edificios anexos, como las salas de reuniones, las cocinas etc.,[1] que comparten características con la hospedería, destacando la fábrica de tapial.[2][3]

La construcción de todo el complejo es semejante tanto en estilo como en materiales en donde se utiliza mampostería de piedra del lugar, ladrillo y tapial.
Para acceder al complejo hay que entrar por la parte norte del mismo subiendo una amplia escalinata que acaba en un atrio abierto formando una terraza, al que se accede atravesando un arco.

### La Iglesia
La iglesia, que se ubica en la zona oriental de la plataforma rocosa sobre la que se construyó el complejo, data del siglo XVII y presenta una planta en la que se pueden distinguir dos partes claramente diferenciadas y separadas por un cancel. En la primera parte de la planta ésta presenta tres naves con cuatro crujías cada una de las naves. La cubierta de la nave central es una bóveda de arista, mientras que la de las naves laterales, en las que se abren las capillas laterales en los contrafuertes, es una bóveda de cañón en la que se abren lunetos para la iluminación interior.
Por su parte tras el cancel se encuentra la capilla mayor, ubicada a nivel más elevado y presentado una planta cuadrada cubierta con una cúpula semiesférica de considerables dimensiones. Tras el altar se localiza el camarín de la Virgen de Arcos, cuya imagen original desapareció durante el conflicto civil del 36.
La decoración interior de la iglesia es típica barroca, pintada en tonos vivos en las bóvedas y pilares, utilizándose yeserías con motivos geométricos y vegetales que nuevamente se pintan con colores vivos.